# Karo (Zigarettenmarke)

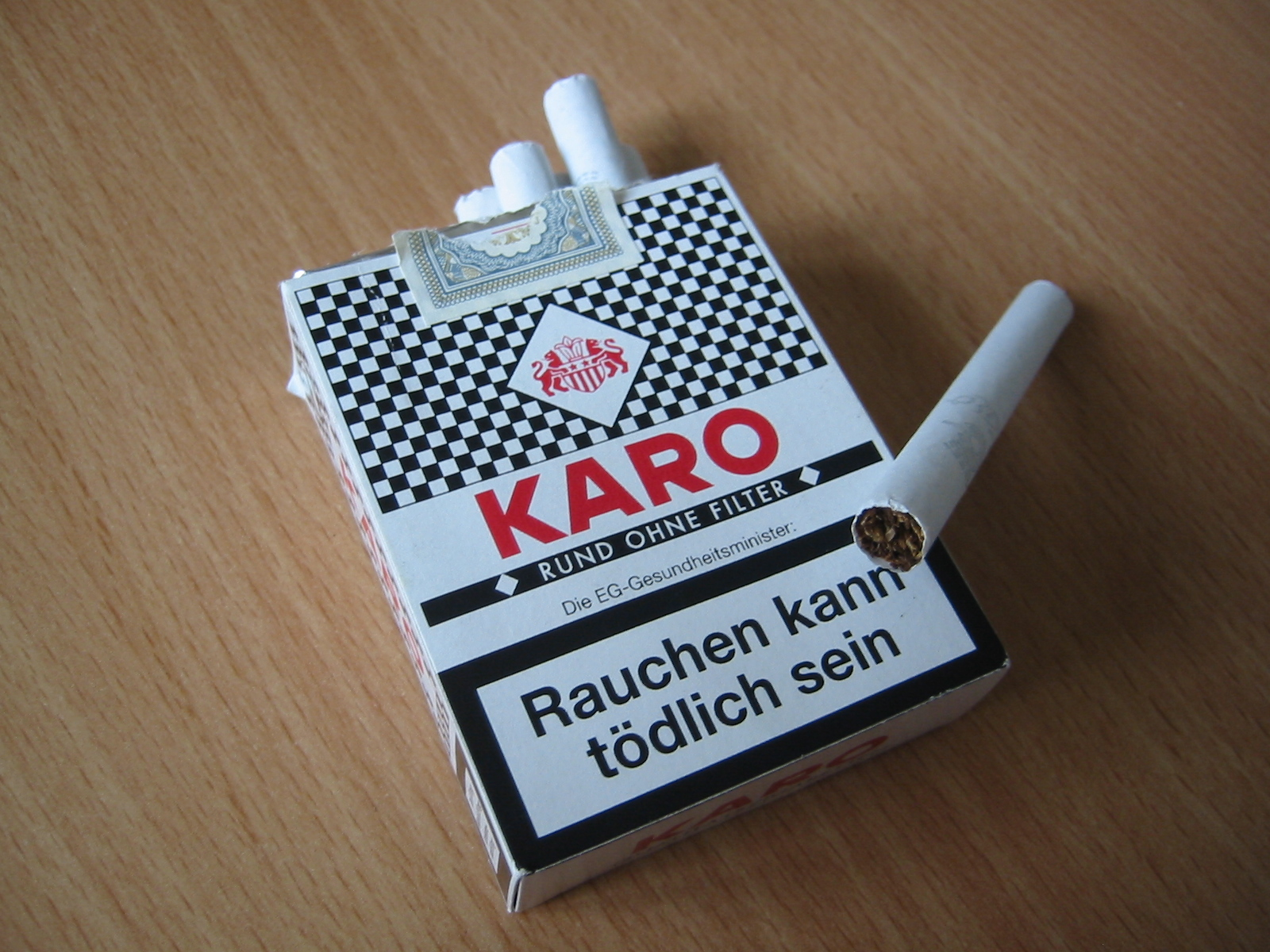
Design mit aufgedrucktem Warnhinweis aus dem Jahr 2005

Bei der Zigarettenmarke Karo (ursprünglich CARRÉ, Eigenschreibweise: KARO) handelte es sich um filterlose Zigaretten, die in der DDR zunächst im VEB Berliner Zigarettenfabriken und später im VEB Vereinigte Zigarettenfabriken Dresden (beide im VEB Kombinat Tabak Dresden) hergestellt und nach der Wiedervereinigung von Philip Morris übernommen wurde.

## Geschichte

### Bis 1990
Die Marke KARO entstand aus den zuvor bis etwa Ende der 1950er Jahre im VEB Berliner Zigarettenfabriken hergestellten filterlosen Zigaretten der Marke CARRÉ. Diese Zigaretten wurden in Packungen zu jeweils 10 Stück für 1,- DM der DDR verkauft. Die Herstellung von CARRÉ wurde später in den VEB Vereinigte Zigarettenfabriken Dresden verlagert, die Packungsgröße auf 20 Zigaretten und der Preis auf 2,- M erhöht.

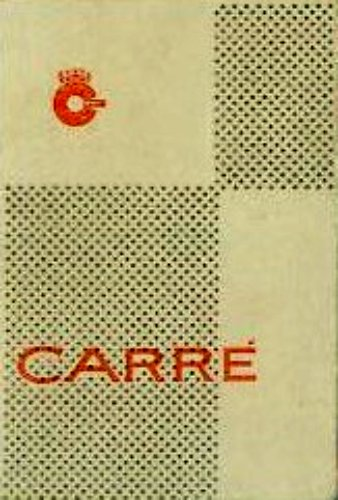
Vorderseite der 10er-Packung CARRÉ aus dem VEB Berliner Zigarettenfabriken. (Ende der 1950er Jahre)
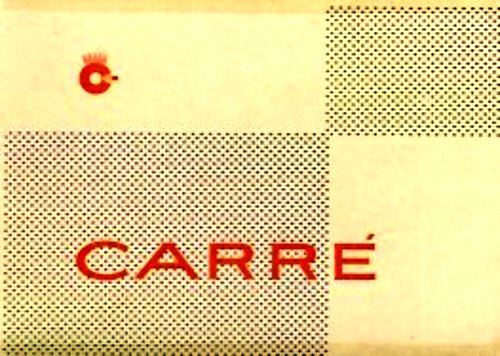
Vorderseite der 20er-Packung CARRÉ aus dem VEB Vereinigte Zigarettenfabriken Dresden. (Anfang der 1960er Jahre)
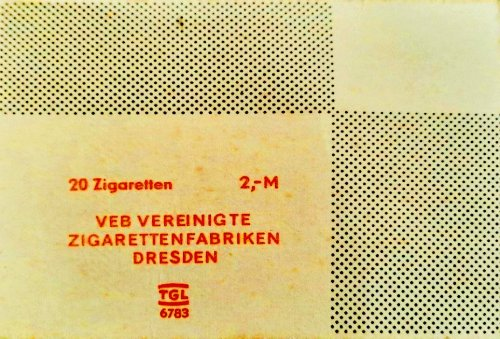
Rückseite der 20er-Packung CARRÉ  aus dem VEB Vereinigte Zigarettenfabriken Dresden. (Anfang der 1960er Jahre)

Ab den 1960er Jahren wurde der Name CARRÉ (französisch für Quadrat) in KARO eingedeutscht und auch das Design der Zigarettenschachteln angepasst. Auf den KARO Zigaretten wurde aber weiterhin das gekrönte C der CARRÉ als Logo verwendet. Eine Packung KARO (20 Zigaretten) wurde in der DDR zum EVP von 1,60 M verkauft, was sie neben Salem zu einer der preisgünstigsten Zigarettensorte der DDR machte.
Die Zigaretten bestanden aus dunkelbraunem sehr starken Kentucky-Tabak aus Italien, der für eine längere Haltbarkeit über einem Holzfeuer getrocknet und geräuchert wurde. Dem Tabak wurden keine Parfüms, Duftstoffe oder Geschmacksverstärker zugesetzt. Geschmacklich dominierten holzige Aromen, Tabak und Gewürze mit einer rauchigen Note, durch die geräucherten Kentucky-Tabake. In der DDR hatte sie auf Grund ihres sehr eigenen und überaus kräftigen Geschmacks im Volksmund auch den Beinamen „Lungentorpedo“. KARO-Raucher waren außerdem auch damals Objekt mehr oder weniger gelungener Witze.
Wolfgang Lippert besang die KARO 1982 in seinem Hit „Erna kommt“, wobei Hugo Egon Balders West-Coverversion die Worte „eine Karo“ schlicht auf „Zigarette“ umänderte.

### Ab 1991
Nach der Wiedervereinigung wurde der VEB Kombinat Tabak Dresden in die Vereinigte Zigarettenfabriken Dresden GmbH umgewandelt. Diese wurde später, wie auch die Marke KARO, von Philip Morris übernommen, die die KARO weiterhin produzierten und vertrieben. Zu dieser Zeit wurde KARO mit dem Werbeslogan beworben, dass die Zigarette ein „Anschlag auf den Einheitsgeschmack“ sei. Philip Morris behielt das Verpackungsdesign bei und nutzte auch weiterhin auf den einzelnen Zigaretten das alte Logo der CARRÉ. Zu den bis dahin filterlosen Zigaretten im Format 70 mm wurden durch Philip Morris KARO mit Filter im King Size Format 83 mm eingeführt. Diese Filterzigaretten wurden nur kurze Zeit produziert und wieder vom Markt genommen. Im Jahr 2022 wurde KARO, die zu diesem Zeitpunkt 2,85 EUR für 19 Stück kostete, vom Philip Morris Nachfolger Altria komplett vom Markt genommen und die Produktion eingestellt.

## Inhaltsstoffe nach 1991
- Nikotin: 0,9 mg
- Kondensat/Teer: 11 mg
- Kohlenmonoxid: 9 mg